# 杏树街道
杏树街道，是中华人民共和国辽宁省大連市金州区下辖的一个乡镇级行政单位。

## 行政区划
杏树街道下辖以下地区：
杏树村、邹家村、骆驼石村、柳家村、潘家村、台子村、沙家村、牌坊村、石家村、姚家村、勇家村、李屯村、东亮村、猴儿石村、桃园村和杏林村。